# Kopgalis (Smiltynė)
Kopgalis (německy Süderspitze) se nachází na pobřeží Kurského zálivu Baltského moře a je to nejsevernější část Kurské kosy a také část čtvrti Smiltynė města Klaipėda v Klaipėdském kraji v Litvě. Místo se téměř celé nachází v Národním parku Kurská kosa (Kuršių Nerijos nacionalinis parkas). Kopgalis patří mezi nejpozději osídlená místa Kurské kosy.

## Další informace
V nejsevernější části Kopgalis se nachází železobetonové molo s vlnolamem Klaipėdos pietinis molas, které je zakončené majákem. V západní části jsou písečné pláže. Nachází se zde přístav, vysoká plastika Albatrosas (česky Albatros), muzea, starý hřbitov, parkoviště, občerstvení a v lesích poměrně klidná místa. Největší atraktivitu místa způsobuje Muzeum moře s delfináriem (litevsky Lietuvos jūrų muziejus a Delfinariumas). Muzeum moře je zřízeno ve staré vojenské pruské pevnosti z roku 1795, původně sloužící jako obrana přístavu v Klaipėdě. Delfinarium bylo postaveno ještě v období sovětského svazu a později modernizováno. Další muzea jsou zaměřeny na eltnografii, rybolov a lodě.
Původ slova kopgalis je odvozen od slova kopa tj. česky duna.

Vznik a rozvoj trvalého osídlení v Kopgalis je spojován se zalesňováním místních dun a výstavbou výše zmíněné pevnosti a následnou transformací od rybářské vesnice směrem k turistickému a lázeňskému ruchu.

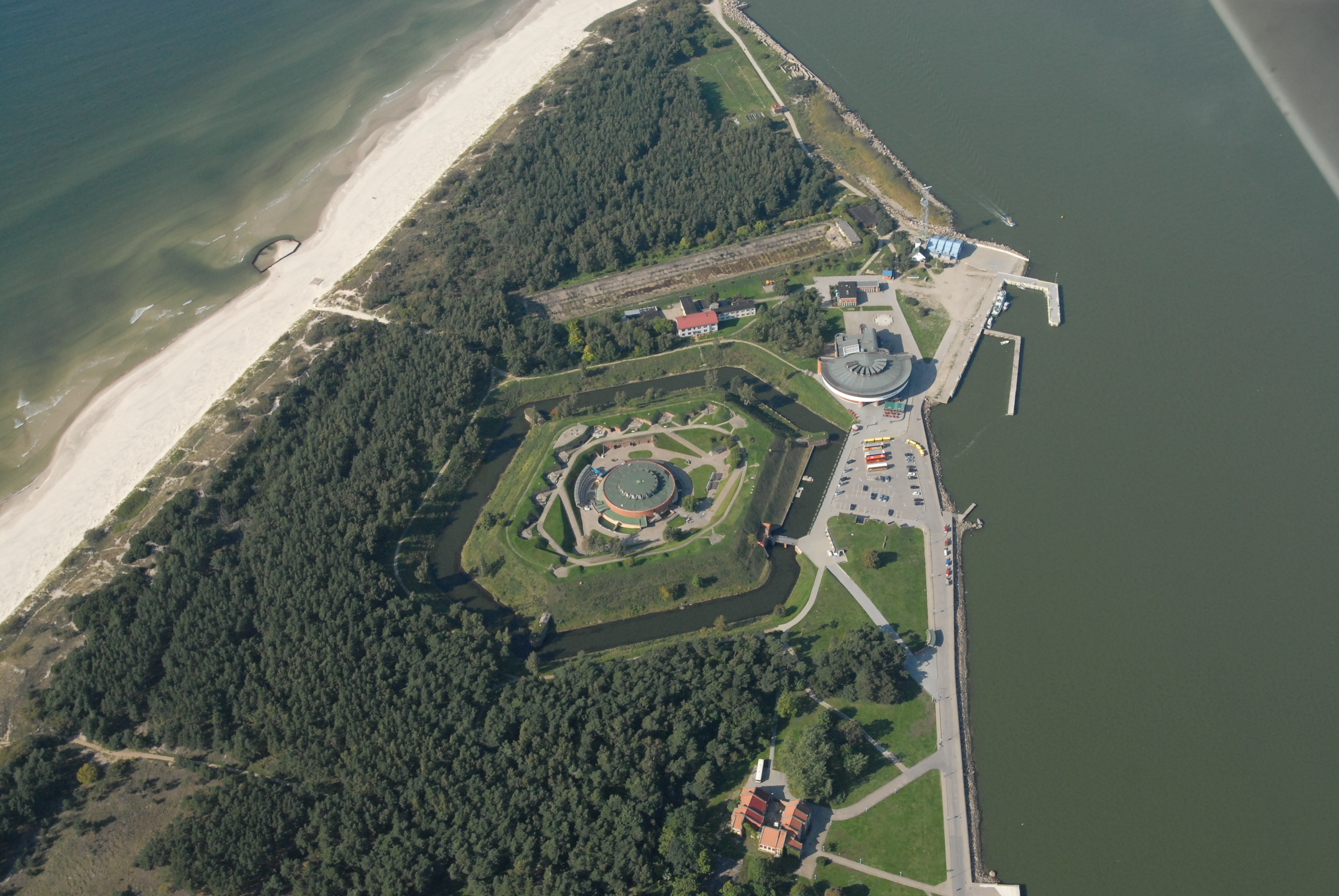
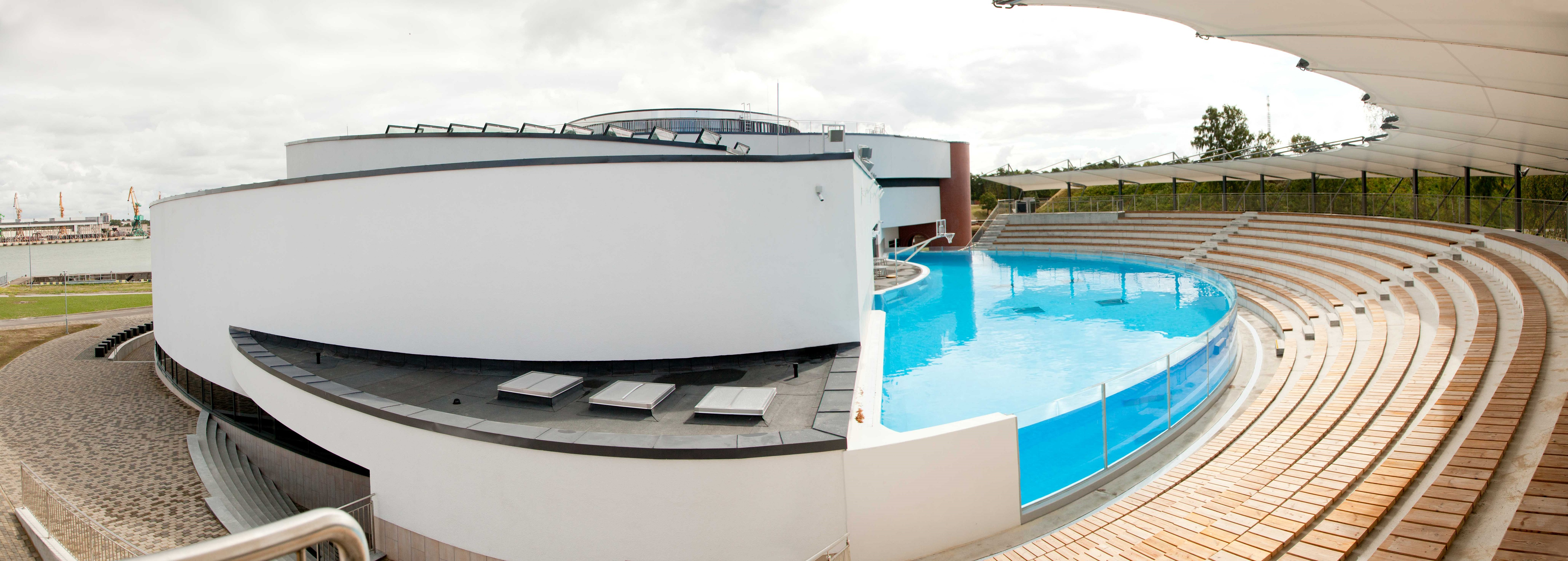
Delfinarium
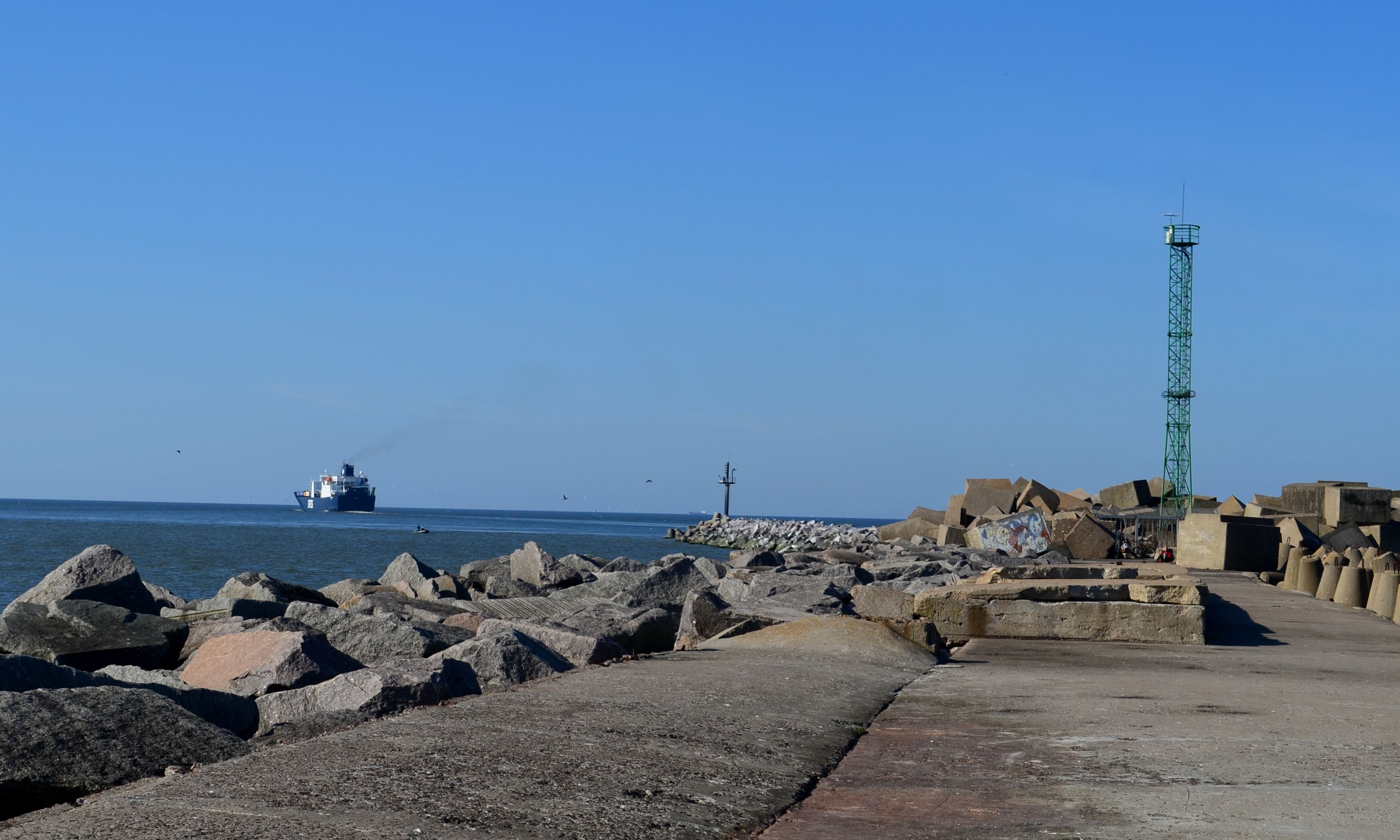
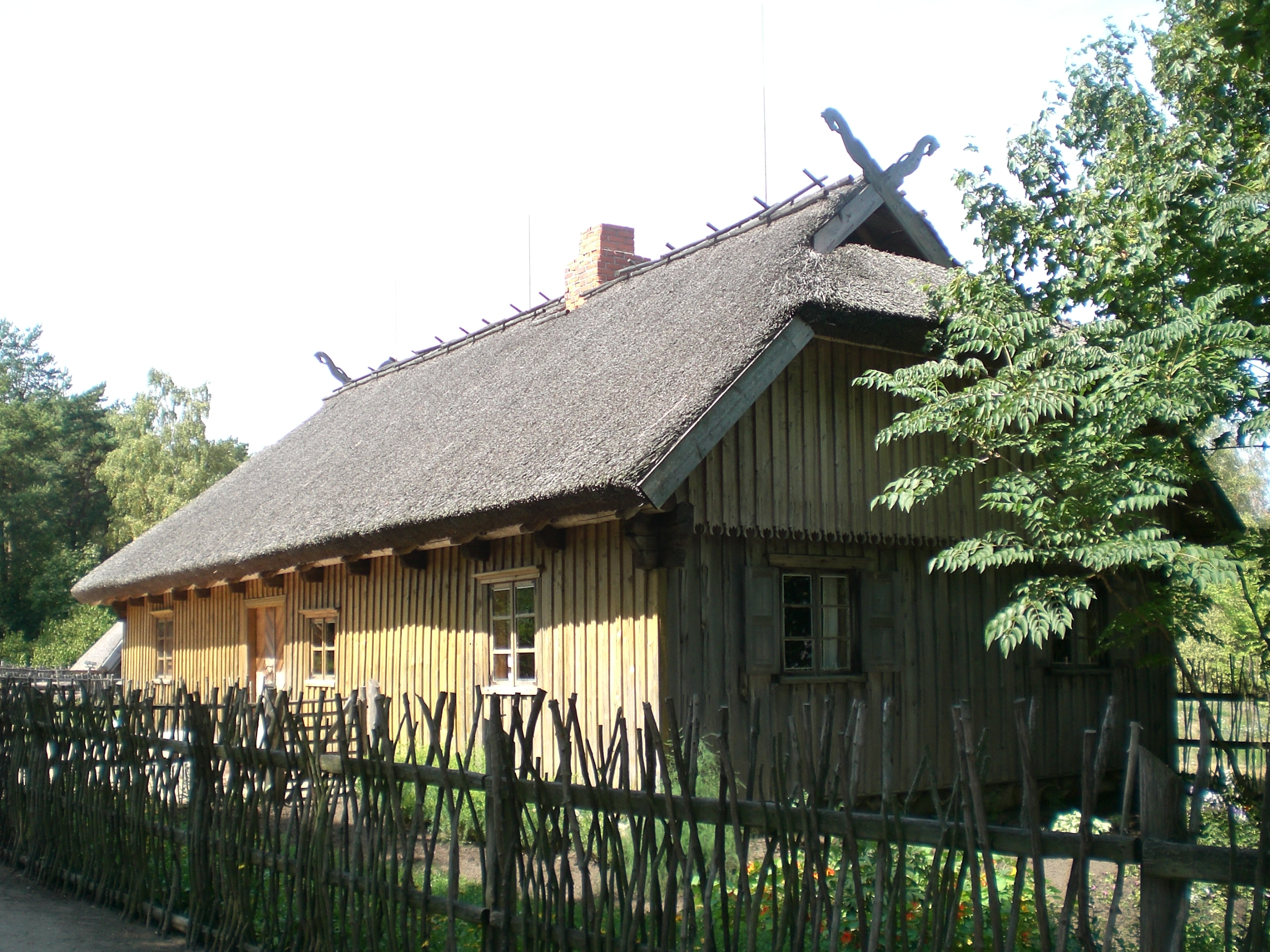
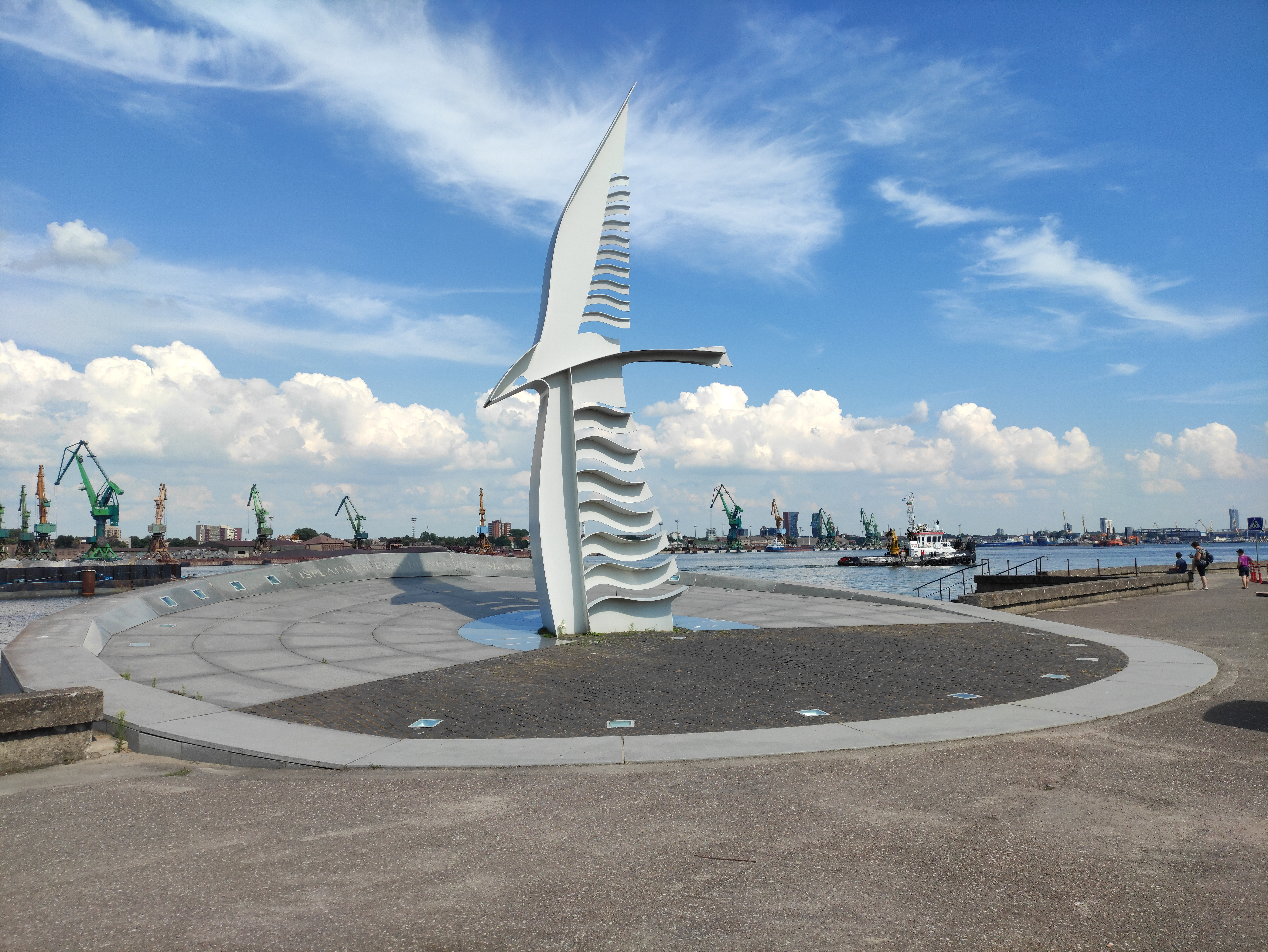
Albatrosas
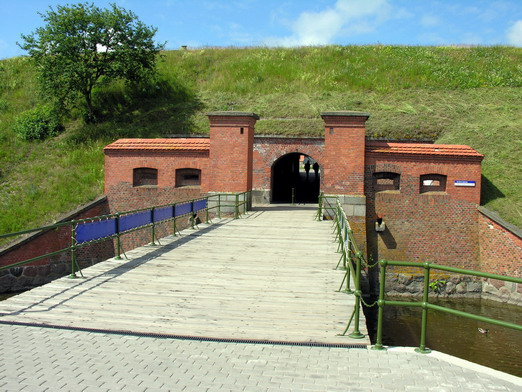
Muzeum moře